# Sängerfahrten
Sängerfahrten ist ein Walzer von Johann Strauss (Sohn) (op. 41). Das Werk wurde am 19. Juni 1847 anlässlich einer Wohltätigkeitsveranstaltung im Theater an der Wien erstmals mit einem auf 70 Mann verstärkten Orchester aufgeführt. Der Walzer ist dem Wiener Männergesang-Verein gewidmet.